# The Sims 4: Usciamo insieme!
The Sims 4: Usciamo insieme! (The Sims 4: Get Together), è la seconda espansione per il videogioco di simulazione di vita per computer The Sims 4; è disponibile in America dall'8 dicembre 2015 e in Europa dal 9 dicembre 2015. Questa espansione include una nuova mappa a tema europeo ispirata alla Germania e alla Norvegia chiamato Windenburg dove i sims possono andare al night clubs, nuovi luoghi, club, più attività, caffè e nuove interazioni. Riprende le tematiche di The Sims: Hot Date, The Sims 2: Nightlife, The Sims 2: FreeTime, e The Sims 3: Late Night.

## Novità
- Nuovo Location: Windenburg
- Nuove Abilità: Danza e D.J.[1]
- Nuovi Tratti Sim: Macchina Danzatrice e Membro
- Nuovi Achievements: Sconosciuti
- Nuova Aspirazione: Leader del Branco
- Nuove Opzioni e Interazioni di Gioco: Clubs[1]
- Nuovi Oggetti Interattivi: Piscine Naturali, Armadietti a Piedi, Cabina DJ[1]
- Nuovi Collezionabili: Sconosciuti

## Musica
L'espansione contiene alcuni riadattamenti musicali in lingua Simlish, tra cui:
- Beautiful Now di Zedd
- Expensive dall'Unbreakable Smile di Tori Kelly
- Run Away with Me di Carly Rae Jepsen
- Wake Up di The Vamps